# Runestenen Gørlev 2
Runestenen Gørlev 2 er en runesten, fundet under restaureringsarbejde i Gørlev Kirke (i Gørlev) i 1964. Den blev fundet i fundamentet til det sengotiske tårn, men kan også stamme fra et ældre romansk tårn, som er påvist på stedet. Den er en af de ganske få runesten, som er rejst på Sjælland efter kristendommens indførelse.

## Indskrift
| Translitteration | þurkutru : sati : stin þinsi : aftiR halftan fauþur : sin þþþuuu-nnn-              |
| Transskription   | þorgotr/Þurgundr satti sten þænsi æftiR Halfdan, faþur sin ...                     |
| Oversættelse     | Thorgot (mand) eller Thorgund (kvinde) satte denne sten efter sin fader Halvdan. … |

Indskriften er ordnet i bustrofedon begyndende i højre side. Tredje linje er dårligere ristet end de to med mindeindskriften og kan evt. være en efterligning af formlen på Runestenen Gørlev 1 þistill mistill kistill, som må have været kendt, da Gørlev 2 blev rejst.